# Siedlce
Siedlce (IPA: ['ɕεdlʦε]) è una città polacca che conta 76 005 abitanti (nel 2021).

## Geografia fisica
Situata nel voivodato della Masovia (dal 1999), è stata precedentemente capoluogo del voivodato di Siedlce dal 1975 al 1998, prima della riforma dei voivodati.

## Storia
La città fu fondata molto probabilmente prima del XV secolo e fu menzionata per la prima volta con il nome di Siedlecz in un documento del 1448. Nel 1503 Daniel Siedlecki eresse un nuovo villaggio con lo stesso nome, con una chiesa nel centro. Nel 1547 alla città, creata dall'unione delle due frazioni, fu assegnato il diritto di Magdeburgo da parte del Re Sigismondo il Vecchio. Fino al 1807, quando fu confiscata dall'Impero russo, rimase proprietà privata di diverse famiglie importanti di magnati, tra cui i Czartoryski e gli Ogiński. Durante la seconda guerra mondiale più del 50% degli edifici della città, tra cui lo storico municipio, furono distrutti. L'intera popolazione ebraica (circa 15 000 persone) fu dapprima rinchiusa in un ghetto nel centro città e quindi deportata e sterminata nel campo di sterminio di Treblinka.

## Cultura

### Istruzione
- Uniwersytet w Siedlcach (Università di Siedlce)
- Wyższa Szkoła Finansów i Zarządzania (Scuola superiore di finanza e management)
- Wyższe Seminarium Duchowne (Seminario tecnologico superiore)
- Instytut Teologiczny (Istituto di tecnologia)

## Amministrazione

### Gemellaggi
La città è gemellata con:
- Pescantina, Italia
- Nevers, Francia
- Sabinov, Slovacchia
- Vaŭkavysk, Bielorussia